# The Power of Two
| Críticas profissionais | Críticas profissionais |
| Avaliações da crítica  | Avaliações da crítica  |
| Fonte                  | Avaliação              |
| ---------------------- | ---------------------- |
| Allmusic               | [ 1 ]                  |

The Power of Two é um álbum de estúdio dos músicos norte-americanos Michael Feinstein e Cheyenne Jackson, lançado em 2009 pela Harbinger Records.

## Faixas
- "I'm Nothing without You" (Cy Coleman, Chris Zippel) - 3:20
- "Me and My Shadow" (Dave Dreyer, Al Jolson, Billy Rose) - 3:31
- "Old Friend" (Gretchen Cryer, Nancy Ford) - 4:17
- "A Foggy Day" (George Gershwin, Ira Gershwin) - 3:04
- "So in Love" (Cole Porter) - 4:47
- "Old Devil Moon" (Yip Harburg, Burton Lane) - 2:53
- "The Time Has Come" (Marshall Barer, Michael Leonard) - 4:05
- "I'm Checkin' Out - Go'om Bye" (Duke Ellington, Billy Strayhorn) - 2:06
- "The Power of Two" (Emily Saliers) - 4:53
- "I'm Gonna Sit Right Down and Write Myself a Letter" (Fred E. Ahlert, Joe Young) - 2:44
- "I Get Along Without You Very Well"/"Don't Get Around Much Anymore" (Hoagy Carmichael, Jane Brown Thompson)/(Ellington, Bob Russell) - 4:45
- "We Kiss in a Shadow" (Oscar Hammerstein II, Richard Rodgers) - 3:50
- "Salt and Pepper"/I'm Nothing Without You" (John Barry, Leslie Bricusse) - 2:25
- "If I Can Dream" (W. Earl Brown) - 2:53
- "Someone to Watch Over Me" (G. Gershwin, I. Gershwin) - 3:19